# 2018-as svéd labdarúgó-bajnokság (első osztály)
A 2018-as Allsvenskan volt a 94. alkalommal megrendezett, legmagasabb szintű labdarúgó-bajnokság Svédországban. A pontvadászat 2018 áprilisában kezdődött és novemberben ért véget. A címvédő a Malmö FF csapata volt.

## Csapatváltozások
| Feljutott az első osztályba                 | Kiesett a másodosztályba                        |
| ------------------------------------------- | ----------------------------------------------- |
| IF Brommapojkarna Dalkurd FF Trelleborgs FF | Jönköpings Södra IF Halmstads BK AFC Eskilstuna |

## Részt vevő csapatok
| Csapat            | Székhely   | Stadion          | Befogadóképesség1 |
| ----------------- | ---------- | ---------------- | ----------------- |
| AIK               | Stockholm  | Friends Arena    | 50,000            |
| BK Häcken         | Göteborg   | Bravida Arena    | 6,500             |
| Dalkurd FF        | Gävle      | Gavlevallen      | 6,500             |
| Djurgårdens IF    | Stockholm  | Tele2 Arena      | 30,000            |
| GIF Sundsvall     | Sundsvall  | Idrottsparken    | 7,700             |
| Hammarby IF       | Stockholm  | Tele2 Arena      | 30,000            |
| IF Brommapojkarna | Stockholm  | Grimsta IP       | 8,000             |
| IF Elfsborg       | Borås      | Borås Arena      | 16,899            |
| IFK Göteborg      | Göteborg   | Gamla Ullevi     | 18,600            |
| IFK Norrköping    | Norrköping | Nya Parken       | 15,734            |
| IK Sirius         | Uppsala    | Studenternas IP  | 6,300             |
| Kalmar FF         | Kalmar     | Guldfågeln Arena | 12,000            |
| Malmö FF          | Malmö      | Stadion          | 22,500            |
| Örebro SK         | Örebro     | Behrn Arena      | 12,300            |
| Östersunds FK     | Östersund  | Jämtkraft Arena  | 8,466             |
| Trelleborgs FF    | Trelleborg | Vångavallen      | 7,000             |

- 1A Svéd Labdarúgó Szövetség honlapja szerint.[6]

### Személyek és támogatók
| Csapat            | Vezetőedző         | Csapatkapitány            | Mezgyártó | Mezszopnzor      |     |                |              |      |       |
| ----------------- | ------------------ | ------------------------- | --------- | ---------------- | --- | -------------- | ------------ | ---- | ----- |
| Csapat            | Vezetőedző         | Csapatkapitány            | Mezgyártó | Mezszopnzor      | AIK | Rikard Norling | Henok Goitom | Nike | Notar |
| BK Häcken         | Andreas Alm        | Rasmus Lindgren           | Nike      | BRA Bygg         |     |                |              |      |       |
| Dalkurd FF        | Johan Sandahl      | Peshraw Azizi             | Adidas    | Min Stora Dag    |     |                |              |      |       |
| Djurgårdens IF    | Özcan Melkemichel  | Jonas Olsson              | Adidas    | Prioritet Finans |     |                |              |      |       |
| GIF Sundsvall     | Joel Cedergren     | Tommy Naurin              | Adidas    | SCA              |     |                |              |      |       |
| Hammarby IF       | Stefan Billporn    | Kennedy Bakircioglu       | Puma      | Jobman           |     |                |              |      |       |
| IF Brommapojkarna | Roberth Björknesjö | Gustav Sandberg Magnusson | Nike      | BAUHAUS          |     |                |              |      |       |
| IF Elfsborg       | Jimmy Thelin       | Kevin Stuhr Ellegaard     | Umbro     | Pulsen           |     |                |              |      |       |
| IFK Göteborg      | Poya Asbaghi       | David Boo Wiklander       | Kappa     | Prioritet Finans |     |                |              |      |       |
| IFK Norrköping    | Jens Gustafsson    | Andreas Johansson         | Nike      | Holmen           |     |                |              |      |       |
| IK Sirius         | Kim Bergstrand     | Moses Ogbu                | Nike      | Various          |     |                |              |      |       |
| Kalmar FF         | Nanne Bergstrand   | Viktor Elm                | Hummel    | Hjältevadshus    |     |                |              |      |       |
| Malmö FF          | Uwe Rösler         | Markus Rosenberg          | Puma      | Volkswagen       |     |                |              |      |       |
| Trelleborgs FF    | Patrick Winqvist   | Salif Camara Jönsson      | Nike      | Mellby Gård      |     |                |              |      |       |
| Örebro SK         | Axel Kjäll         | Nordin Gerzić             | Puma      | Ambitiös         |     |                |              |      |       |
| Östersunds FK     | Ian Burchnall      | Tom Pettersson            | Adidas    | Various          |     |                |              |      |       |

### Vezetőedző váltások
| Csapat            | Távozó edző                   | Ok                                                 | Dátum               | Poz.      | Érkező edző                   | Dátum               |
| ----------------- | ----------------------------- | -------------------------------------------------- | ------------------- | --------- | ----------------------------- | ------------------- |
| IFK Göteborg      | Alf Westerberg                | lejárt az ideiglenes vezetőedzői szerződése        | 2017. november 20.  | Előszezon | Poya Asbaghi                  | 2017. november 21.  |
| IF Brommapojkarna | Olof Mellberg                 | lemondott                                          | 2017. november 21.  | Előszezon | Luís Pimenta                  | 2017. december 13.  |
| BK Häcken         | Mikael Stahre                 | lemondott                                          | 2017. november 26.  | Előszezon | Andreas Alm                   | 2017. december 8.   |
| IF Elfsborg       | Nemanja Miljanović Janne Mian | lejárt az ideiglenes vezetőedzői szerződése        | 2017. december 6.   | Előszezon | Jimmy Thelin                  | 2017. december 6.   |
| Hammarby IF       | Jakob Michelsen               | menesztették                                       | 2018. január 4.     | Előszezon | Stefan Billborn               | 2018. január 10.    |
| Dalkurd FF        | Andreas Brännström            | menesztették                                       | 2018. január 8.     | Előszezon | Azrudin Valentić              | 2018. január 8.     |
| Malmö FF          | Magnus Pehrsson               | menesztették                                       | 2018. május 14.     | 10.       | Daniel Andersson (ideiglenes) | 2018. május 14.     |
| Dalkurd FF        | Azrudin Valentić              | menesztették                                       | 2018. május 25.     | 16.       | Adil Kizil (ideiglenes)       | 2018. május 25.     |
| Östersunds FK     | Graham Potter                 | leigazolta a Swansea City                          | 2018. június 4.     | 6.        | Ian Burchnall (ideiglenes)    | 2018. június 4.     |
| Malmö FF          | Daniel Andersson              | lejárt az ideiglenes vezetőedzői szerződése        | 2018. június 12.    | 10.       | Uwe Rösler                    | 2018. június 12.    |
| Dalkurd FF        | Adil Kizil                    | lejárt az ideiglenes vezetőedzői szerződése        | 2018. június 15.    | 15.       | Johan Sandahl                 | 2018. június 15.    |
| Östersunds FK     | Ian Burchnall                 | ideiglenes vezetőedzőből előléptették vezetőedzővé | 2018. július 18.    | 5.        | Ian Burchnall                 | 2018. július 18.    |
| IF Brommapojkarna | Luís Pimenta                  | menesztették                                       | 2018. szeptember 5. | 14.       | Roberth Björknesjö            | 2018. szeptember 7. |

## A bajnokság végeredménye
| Hely. | Csapat                | M  | Gy | D  | V  | G+ | G– | Gk  | P  | Továbbjutás vagy kiesés |
| ----- | --------------------- | -- | -- | -- | -- | -- | -- | --- | -- | ----------------------- |
| 1.    | AIK (C)               | 30 | 19 | 10 | 1  | 50 | 16 | +34 | 67 | BL, 1. selejtezőkör     |
| 2.    | IFK Norrköping        | 30 | 19 | 8  | 3  | 51 | 27 | +24 | 65 | EL, 1. selejtezőkör     |
| 3.    | Malmö FF              | 30 | 17 | 7  | 6  | 57 | 29 | +28 | 58 | EL, 1. selejtezőkör     |
| 4.    | Hammarby IF           | 30 | 17 | 7  | 6  | 56 | 35 | +21 | 58 |                         |
| 5.    | BK Häcken             | 30 | 16 | 5  | 9  | 58 | 27 | +31 | 53 | EL, 2. selejtezőkör     |
| 6.    | Östersunds FK         | 30 | 15 | 4  | 11 | 51 | 39 | +12 | 49 |                         |
| 7.    | Djurgårdens IF        | 30 | 13 | 9  | 8  | 40 | 31 | +9  | 48 |                         |
| 8.    | GIF Sundsvall         | 30 | 12 | 8  | 10 | 47 | 35 | +12 | 44 |                         |
| 9.    | Örebro SK             | 30 | 9  | 8  | 13 | 34 | 40 | −6  | 35 |                         |
| 10.   | Kalmar FF             | 30 | 9  | 7  | 14 | 27 | 35 | −8  | 34 |                         |
| 11.   | IFK Göteborg          | 30 | 9  | 4  | 17 | 38 | 53 | −15 | 31 |                         |
| 12.   | IF Elfsborg           | 30 | 7  | 9  | 14 | 29 | 41 | −12 | 30 |                         |
| 13.   | IK Sirius             | 30 | 8  | 6  | 16 | 37 | 61 | −24 | 30 |                         |
| 14.   | IF Brommapojkarna (K) | 30 | 8  | 2  | 20 | 25 | 64 | −39 | 26 | Osztályozó              |
| 15.   | Dalkurd FF (K)        | 30 | 6  | 6  | 18 | 30 | 57 | −27 | 24 | Kiesik a Superettan-ba  |
| 16.   | Trelleborgs FF (K)    | 30 | 3  | 6  | 21 | 24 | 64 | −40 | 15 | Kiesik a Superettan-ba  |

### Helyezések fordulónként, meccstáblázat
| Hazai \ Vendég1   | AIK | BKH | DFF | DIF | GIFS | HAM | IFB | IFE | IFKG | IFKN | IKS | KFF | MFF | TFF | ÖSK | ÖFK |
| AIK               |     | 3–0 | 2–0 | 2–0 | 0–0  | 1–0 | 5–1 | 1–0 | 2–0  | 3–3  | 2–0 | 1–0 | 1–1 | 2–0 | 1–1 | 1–1 |
| BK Häcken         | 1–1 |     | 3–0 | 5–0 | 3–0  | 2–2 | 6–0 | 5–0 | 4–1  | 0–1  | 2–1 | 1–0 | 1–1 | 2–1 | 1–1 | 2–0 |
| Dalkurd FF        | 0–4 | 0–5 |     | 1–2 | 2–2  | 2–3 | 3–0 | 1–4 | 1–1  | 0–2  | 1–3 | 1–2 | 0–1 | 2–2 | 1–0 | 3–0 |
| Djurgårdens IF    | 0–0 | 2–1 | 1–0 |     | 1–1  | 1–2 | 0–1 | 2–2 | 2–0  | 1–1  | 1–0 | 0–2 | 3–0 | 1–1 | 2–0 | 0–2 |
| GIF Sundsvall     | 0–1 | 0–2 | 0–1 | 1–1 |      | 2–3 | 3–0 | 2–1 | 2–0  | 1–1  | 4–0 | 2–0 | 2–2 | 1–0 | 0–0 | 2–3 |
| Hammarby IF       | 0–1 | 1–0 | 4–1 | 1–3 | 4–3  |     | 4–0 | 0–1 | 3–0  | 2–1  | 3–1 | 0–0 | 3–2 | 1–0 | 2–0 | 1–2 |
| IF Brommapojkarna | 0–2 | 2–0 | 2–1 | 1–0 | 1–3  | 2–4 |     | 0–2 | 0–2  | 0–1  | 0–1 | 2–1 | 0–3 | 3–0 | 0–0 | 0–4 |
| IF Elfsborg       | 0–0 | 0–3 | 0–0 | 2–2 | 2–0  | 0–0 | 1–2 |     | 1–1  | 0–1  | 0–1 | 1–1 | 1–2 | 2–1 | 1–0 | 0–2 |
| IFK Göteborg      | 0–2 | 2–1 | 1–0 | 1–3 | 1–2  | 1–2 | 3–0 | 2–2 |      | 0–2  | 2–3 | 1–3 | 0–3 | 2–2 | 2–0 | 2–1 |
| IFK Norrköping    | 2–0 | 2–1 | 4–2 | 1–1 | 1–0  | 0–0 | 2–1 | 1–0 | 2–1  |      | 1–0 | 3–1 | 3–1 | 1–2 | 3–2 | 4–2 |
| IK Sirius         | 2–3 | 0–0 | 2–3 | 1–5 | 1–3  | 1–1 | 4–2 | 4–2 | 3–2  | 1–1  |     | 1–1 | 0–4 | 1–1 | 2–4 | 0–1 |
| Kalmar FF         | 0–1 | 1–2 | 0–0 | 0–1 | 0–2  | 1–1 | 1–1 | 1–0 | 2–1  | 1–2  | 1–0 |     | 3–0 | 2–1 | 0–1 | 1–1 |
| Malmö FF          | 1–1 | 2–0 | 1–1 | 1–0 | 0–0  | 2–1 | 3–1 | 2–0 | 1–2  | 2–1  | 5–0 | 4–0 |     | 3–0 | 4–0 | 1–1 |
| Trelleborgs FF    | 1–4 | 0–3 | 0–1 | 0–3 | 1–6  | 1–3 | 2–1 | 2–2 | 1–3  | 1–1  | 1–2 | 0–1 | 1–0 |     | 1–2 | 0–1 |
| Örebro SK         | 1–1 | 1–2 | 3–2 | 1–1 | 2–1  | 1–2 | 0–1 | 1–2 | 1–3  | 1–1  | 0–0 | 2–1 | 1–2 | 4–0 |     | 2–1 |
| Östersunds FK     | 1–2 | 2–0 | 3–0 | 0–1 | 1–2  | 3–3 | 3–1 | 1–0 | 2–1  | 0–2  | 5–2 | 2–0 | 2–3 | 4–1 | 0–2 |     |

Utolsó felvett mérkőzés dátuma: 2018. augusztus 23. 
Forrás:  
1A hazai csapatok a bal oldali oszlopban szerepelnek.
Színek: Zöld = hazai győzelem; Sárga = döntetlen; Piros = vendéggyőzelem.
 

### Osztályozó
| 2018. november 22. 19:00 UTC+1 |

| AFC Eskilstuna | 0–1         | IF Brommapojkarna |
| -------------- | ----------- | ----------------- |
|                | Jegyzőkönyv | Lahne 12'         |

| Tunavallen, Eskilstuna Nézőszám: 3465 Játékvezető: Stefan Johannesson |

| 2018. november 25. 14:45 UTC+1 |

| IF Brommapojkarna | 1–2         | AFC Eskilstuna        |
| ----------------- | ----------- | --------------------- |
| Öhman 39'         | Jegyzőkönyv | Nnamani 65' Ajeti 75' |

| Grimsta IP, Stockholm Nézőszám: 1925 Játékvezető: Andreas Ekberg |

AFC United nyert 2–2-es összesítéssel, idegenben lőtt góllal.

## Statisztika
| # | Játékos          | Klub                     | Gólok |
| - | ---------------- | ------------------------ | ----- |
| 1 | Paulinho         | BK Häcken                | 20    |
| 2 | Linus Hallenius  | GIF Sundsvall            | 18    |
| 3 | Nikola Đurđić    | Hammarby IF              | 13    |
| 3 | Romain Gall      | GIF Sundsvall / Malmö FF | 13    |
| 3 | Markus Rosenberg | Malmö FF                 | 13    |
| 6 | Henok Goitom     | AIK                      | 12    |
| 7 | Jiloan Hamad     | Hammarby IF              | 11    |

| # | Játékos          | Klub          | Gólpassz |
| - | ---------------- | ------------- | -------- |
| 1 | Hosam Aiesh      | Östersunds FK | 10       |
| 2 | Nahir Besara     | Örebro SK     | 8        |
| 3 | Jonathan Tamimi  | GIF Sundsvall | 7        |
| 4 | Linus Hallenius  | GIF Sundsvall | 6        |
| 4 | Daleho Irandust  | BK Häcken     | 6        |
| 4 | Eric Larsson     | Malmö FF      | 6        |
| 4 | Simon Lundevall  | IF Elfsborg   | 6        |
| 4 | Paulinho         | BK Häcken     | 6        |
| 4 | Markus Rosenberg | Malmö FF      | 6        |

### Mesterhármast elérő játékosok
| Játékos                    | Csapat         | Ellenfél          | Végeredmény | Dátum                |
| -------------------------- | -------------- | ----------------- | ----------- | -------------------- |
| Jiloan Hamad               | Hammarby IF    | IK Sirius         | 3–1         | 2018. április 1.     |
| Pa Dibba                   | Hammarby IF    | GIF Sundsvall     | 4–3         | 2018. május 5.       |
| Paulinho                   | BK Häcken      | Trelleborgs FF    | 0–3         | 2018. május 6.       |
| Tino Kadewere(4 gólt lőtt) | Djurgårdens IF | IK Sirius         | 1–5         | 2018. május 27.      |
| Nicolás Stefanelli         | AIK            | IF Brommapojkarna | 5–1         | 2018. július 22.     |
| Elías Már Ómarsson         | IFK Göteborg   | IF Brommapojkarna | 3–0         | 2018. július 28.     |
| Linus Hallenius            | GIF Sundsvall  | Trelleborgs FF    | 1–6         | 2018. augusztus 13.  |
| Dino Islamović             | Östersunds FK  | IF Brommapojkarna | 3–1         | 2018. szeptember 26. |
| Philip Haglund             | IK Sirius      | IF Brommapojkarna | 4–2         | 2018. október 28.    |